# Seville
Seville és una població dels Estats Units a l'estat d'Ohio. Segons el cens del 2000 tenia 2.160 habitants.

## Demografia
Segons el cens del 2000, Seville tenia 2.160 habitants, 808 habitatges, i 611 famílies. La densitat de població era de 412,9 habitants per km².
Dels 808 habitatges en un 36,1% hi vivien nens de menys de 18 anys, en un 64,7% hi vivien parelles casades, en un 8,2% dones solteres, i en un 24,3% no eren unitats familiars. En el 20,9% dels habitatges hi vivien persones soles el 8,5% de les quals corresponia a persones de 65 anys o més que vivien soles. El nombre mitjà de persones vivint en cada habitatge era de 2,58 i el nombre mitjà de persones que vivien en cada família era de 2,97.
Per edats la població es repartia de la següent manera: un 25,5% tenia menys de 18 anys, un 6% entre 18 i 24, un 31,9% entre 25 i 44, un 22,6% de 45 a 60 i un 14% 65 anys o més.
L'edat mediana era de 37 anys. Per cada 100 dones de 18 o més anys hi havia 84 homes.
La renda mediana per habitatge era de 47.935 $ i la renda mediana per família de 54.844 $. Els homes tenien una renda mediana de 41.339 $ mentre que les dones 25.000 $. La renda per capita de la població era de 22.644 $. Aproximadament el 2,4% de les famílies i el 3,7% de la població estaven per davall del llindar de pobresa.

## Poblacions més properes
El següent diagrama mostra les poblacions més properes.